# Македонский алфавит
Алфавит современного македонского языка был создан в 1944 году, утверждён в 1945, и с тех пор не изменялся. В нём, как и в алфавите сербского языка, по сравнению с русским, отсутствуют буквы Ё, Й, Щ, Ъ, Ы, Ь, Э, Ю, Я, но есть 7 других букв.
Современный македонский алфавит состоит из 31 буквы:
| А а | Б б | В в | Г г | Д д | Ѓ ѓ | Е е |
| Ж ж | З з | Ѕ ѕ | И и | Ј ј | К к | Л л |
| Љ љ | М м | Н н | Њ њ | О о | П п | Р р |
| С с | Т т | Ќ ќ | У у | Ф ф | Х х | Ц ц |
| Ч ч | Џ џ | Ш ш |     |     |     |     |

Буквы А, Б, В, Г, Д, Ж, З, К, М, Н, О, П, Р, С, Т, У, Ф, Х, Ц, Ш произносятся как соответствующие русские буквы.
Буква И произносится как и русская, но не смягчает предыдущей согласной. Она смягчает согласные только после букв Ѓ, Љ, Њ, Ќ.
Буква Е произносится как Э.
Буква J произносится как Й.
Буква Ч произносится немного твёрже русской.
Буквы Ѕ и Џ обозначают аффрикаты [ʣ] и [ʤ], являющиеся звонкими соответствиями звуков, обозначаемых буквами Ц и Ч.
Буква Л произносится как и русская, но перед И, Е и J — как полумягкое [lj], как в латинском, немецком и польском языках. Так же читается употребляемая в остальных позициях (не перед И, Е, J) буква Љ. В обиходе Љ может произноситься как сербский Љ.
Буква Њ произносится как мягкий [nj].
Буквы Ѓ и Ќ (по аналогии с сербскими Ђ и Ћ) обозначают звонкий и глухой мягкие звуки, отсутствующие в русском языке (очень мягкие [ɟ] и [c], переходящие в [ʥ] и [ʨ] соответственно).
Наконец, посредством апострофа обозначается редуцированный звук, близкий болгарскому Ъ. Встречается в диалектной лексике, старинных словах.
Акцентированные ѐ, ѝ и ô используются для различения омонимов на письме, но отдельными буквами алфавита не считаются.

## Македонская латиница
В македонской диаспоре используется также латиница, похожая на хорватскую гаевицу. В частности, на латинице печатается часть материалов эмигрантской газеты «Večer plus», издающейся в Германии. Иногда латиница используется в интернете, на уличных указателях, дорожных знаках, брендах.

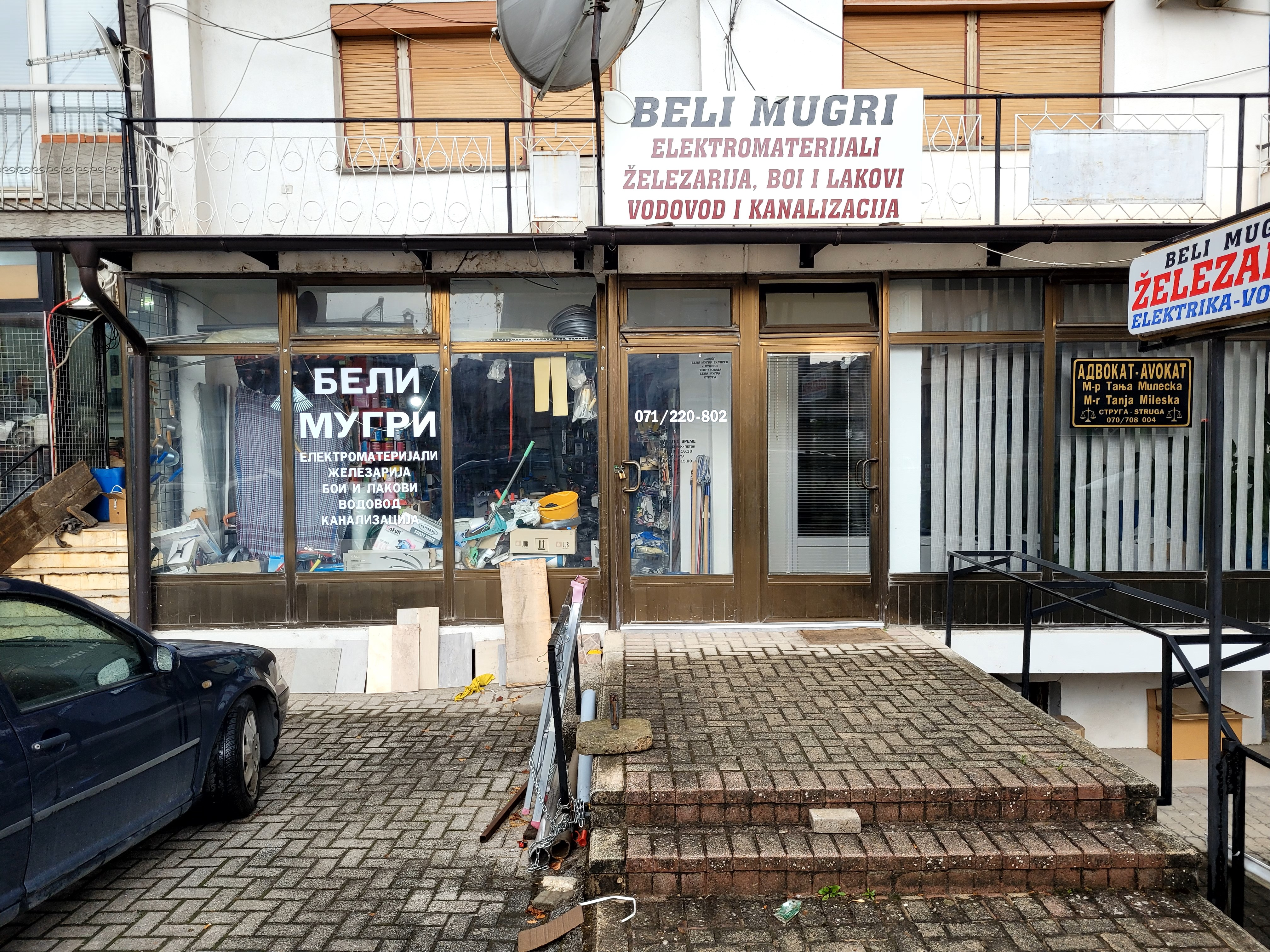
Один и тот же текст кириллицей и латиницей на вывесках магазина в городе Струга.

Соответствие букв кириллицы и латиницы:
| Кириллица | Латиница | Кириллица | Латиница | Кириллица | Латиница | Кириллица | Латиница |
| --------- | -------- | --------- | -------- | --------- | -------- | --------- | -------- |
| А а       | A a      | З з       | Z z      | Н н       | N n      | У у       | U u      |
| Б б       | B b      | Ѕ ѕ       | Dz dz    | Њ њ       | Nj nj    | Ф ф       | F f      |
| В в       | V v      | И и       | I i      | О о       | O o      | Х х       | H h      |
| Г г       | G g      | Ј ј       | J j      | П п       | P p      | Ц ц       | C c      |
| Д д       | D d      | К к       | K k      | Р р       | R r      | Ч ч       | Č č      |
| Ѓ ѓ       | Ǵ ǵ      | Л л       | L l      | С с       | S s      | Џ џ       | Dž dž    |
| Е е       | E e      | Љ љ       | Lj lj    | Т т       | T t      | Ш ш       | Š š      |
| Ж ж       | Ž ž      | М м       | M m      | Ќ ќ       | Ḱ ḱ      |           |          |